# Катастрофа Ил-14 под Актюбинском
Катастрофа Ил-14 под Актюбинском — авиационное происшествие с самолётом Ил-14П (авиационная катастрофа), произошедшее 7 сентября 1958 года в Мартукском районе Актюбинской области. В результате катастрофы погибли все 27 человек, находившиеся на борту самолёта.

## Самолёт
Ил-14П с бортовым номером Л1692 (заводской — 7342304, серийный — 23-04) был выпущен Ташкентским авиазаводом 18 января 1957 года и вскоре передан Главному управлению гражданского воздушного флота, которое направило его в Киргизскую отдельную авиагруппу гражданского воздушного флота. Всего на момент катастрофы авиалайнер имел 2564 часа налёта.

## Катастрофа
Самолёт выполнял рейс 164 из Фрунзе в Москву, а пилотировал его экипаж, состоящий из командира (КВС) И. И. Шинкарского, второго пилота Н. Г. Рябова, бортмеханика А. П. Эвича и бортрадиста А. Г. Косицина. В салоне работала стюардесса В. В. Шульга. В 02:10 МСК Ил-14 совершил промежуточную посадку в Актюбинском аэропорту для дозаправки, после выполнения которой в 02:55 взлетел с магнитным курсом 127° и вскоре занял эшелон 1500 метров. На его борту находились 22 пассажира (18 взрослых и 4 ребёнка), а также 402 килограмма груза (магнитные пускатели). Согласно выданному экипажу прогнозу погоды, по маршруту полёта на участке Актюбинск — Уральск ожидалась слоисто-дождевая облачность 6—9 баллов и высотой 600—1000 метров, дождь, видимость 4—10 километров.
В 03:04 командир доложил диспетчеру аэропорта о занятии эшелона 1500 метров и выходе из воздушной зоны аэропорта, а в 03:05 — об установлении связи с Районным диспетчерским пунктом (РДП) и визуальном полёте на высоте 1500 метров. Затем в 03:07 экипаж вновь связался с диспетчером Актюбинского аэропорта и запросил свой пеленг, на что через минуту получил ответ — 274°. Это свидетельствовало, что самолёт находится на линии пути в 50 километрах от Актюбинска. В 03:11 запросил фактическую погоду в Уральске, на что диспетчер передал — 10-балльная (сплошная) слоисто-дождевая облачность высотой 300—600 метров, временами дождь, видимость 4—10 километров. В 03:14 диспетчер запросил у экипажа подтверждение высоты и условий полёта, на что с самолёта доложили: «1500 метров, визуально, связь с РДП имею». В 03:23 диспетчер вновь вызвал борт Л1692, но на сей раз экипаж не ответил, а отметка самолёта отсутствовала на экране радиолокатора. В то же время радиолокатор показывал необычно сильные засветки, что свидетельствовало о мощных грозовых очагах.
По данным метеостанции Новоалексеевка, расположенной в 45 километрах к юго-западу от воздушной трассы, на востоке от неё, то есть в районе трассы, наблюдалась гроза. На наличие грозы указывали и многие свидетели. В результате летящий ночью Ил-14 неожиданно для экипажа попал в мощный грозовой очаг. Затем в самолёт с левой стороны в лючок подхода к тросам управления левым элероном ударила молния, вспышку которой видели два пастуха в степи. Разряд разорвал и расплавил тросы, а также проник по ним в кабину пилотов, где парализовал экипаж или ввёл его в шоковое состояние. Потеряв управление, самолёт с левым разворотом и скольжением на правое крыло с работающими двигателями стал снижаться и примерно в 03:18 мск с креном 60° ударился правой плоскостью крыла о земную поверхность в Мартукском районе Актюбинской области в 2 километрах от воздушной трассы, в 4 километрах юго-юго-восточнее посёлка Константиновка и в 80 километрах западнее Актюбинска. При ударе о землю Ил-14 взорвался, а обломки разбросало на расстояние 450—520 метров. Все 27 человек на борту погибли. Члены экипажа разбившегося рейса 164 были похоронены на Северном кладбище г. Фрунзе (Бишкека).

## Причины
Согласно выводам комиссии, причиной катастрофы стал удар молнии в самолёт, на что имеются следующие подтверждения:
1. Наличие грозовой деятельности в зоне полёта самолёта.
2. Пережог и разрыв тросов управления левым элероном произошёл от концентрированного воздействия высоких температур. При этом найденные детали самолёта, удалённые от места пережога на 10—15 сантиметров, не имели следов воздействия высоких температур.
3. Экипаж не успел передать сигнал бедствия.
4. Падение было скоротечным, неуправляемым и с большой скоростью.
5. Экипаж не применял средств, которые бы обеспечили выполнение вынужденной посадки вне аэродрома ночью (ПАР-8, фары, ракеты).
6. Имеются свидетельские показания двух пастухов, которые видели вспышку близ самолёта, а затем и его неуправляемое снижение.

Виновниками происшествия по заключению комиссии являлись:
1. Работники метеостанции аэропорта Актюбинск, которые не указали в прогнозе грозовые явления.
2. Наблюдатель метеостанции Новоалексеевка, отметившая грозу, но не сообщившая о ней Актюбинской метеостанции, что она была обязана сделать.
3. Руководитель полётов — недостаточное внимание изучению метеообстановки и неудовлетворительный контроль за движением самолёта.